# Токсодони
Токсодоните (Toxodon) са изчезнал род бозайници от края на плиоцена и плейстоцена от около 2,6 млн. години допреди 1800 години. Той е местен за Южна Америка род, и е бил от най-разпространените големи копитни бозайници в Южна Америка по време на своето съществуване. Чарлз Дарвин е един от първите, които събирали вкаменелости от Токсодон. Той платил 18 пенса за череп на Toxodon platensis на един земеделски производител в Уругвай. По време на плаването с „Бийгъл“ Дарвин пише "26 ноември - Тръгнах си с директна линия за Монтевидео. Чувайки за кости на гигант в близка ферма до Сарандис, малък поток, вливащ се в Рио Негро, аз отидох там придружен от моя домакин и закупих за стойността на осемнадесет пенса глава на Toxodon." След като Дарвин открива, че фосили на подобни бозайници от Южна Америка се различават от тези в Европа, той предизвиква много дебати за еволюцията и естествения подбор на животните.

## Видове
- †T. chapadmalensis
- †T. darwini
- †T. ensenadense
- †T. platensis

## Описание
Токсодонът е имал дължина на тялото около 2,7 m, и височина около 1,5 m в холката и е приличал на едър носорог, с глава на хипопотам. Заради позицията на носовите му отвори се смята, че токсодонът има добре развита муцуна. Имал е масивен скелет, за който се предполага, че е поддържал голямо мускулесто тяло. То е с къси крака с три развити пръста, като повечето от телесното тегло се е поемало от средния.
Прешлените са свързани с добре развита костна система, която най-вероятно е поддържала масивните мускули, както и мощната му глава. Токсодонът е имал широки челюсти, които били изпълнени със зъби с форма на лък и резци. Тези зъби биха позволили животното да откъсне и да отхапва растения и листа.
Първоначално се е смятало, че е живял във водата и на сушата, но след изследване на пропорциите на бедрото и на пищяла, както и на положението на главата му, палеонтолози осъзнават, че той и имал сходни характеристики със земни животни като слонове или носорози. Фосилите са обикновено се намират в сухите и полусухите райони, което е признак на живот главно на сушата.

## Измиране
Токсодонът изчезва в края на плейстоцена, когато в Северна Америка и Южна Америка започва миграция на по-конкурентни тревопасни животни, както и на успешни хищници, като например Смилодонът (Саблезъб тигър). Токсодоните все пак не са били напълно безпомощни, тъй като са имали силни кожи и бивни. В допълнение, вкаменелости на Токсодон са били придружени от вкаменени глави на стрели. Това показва, че праисторическите хора са ги ловували, което би могло да е основна причина за измирането им, заедно с промените в климата.